# Hoffnungskirche (München)

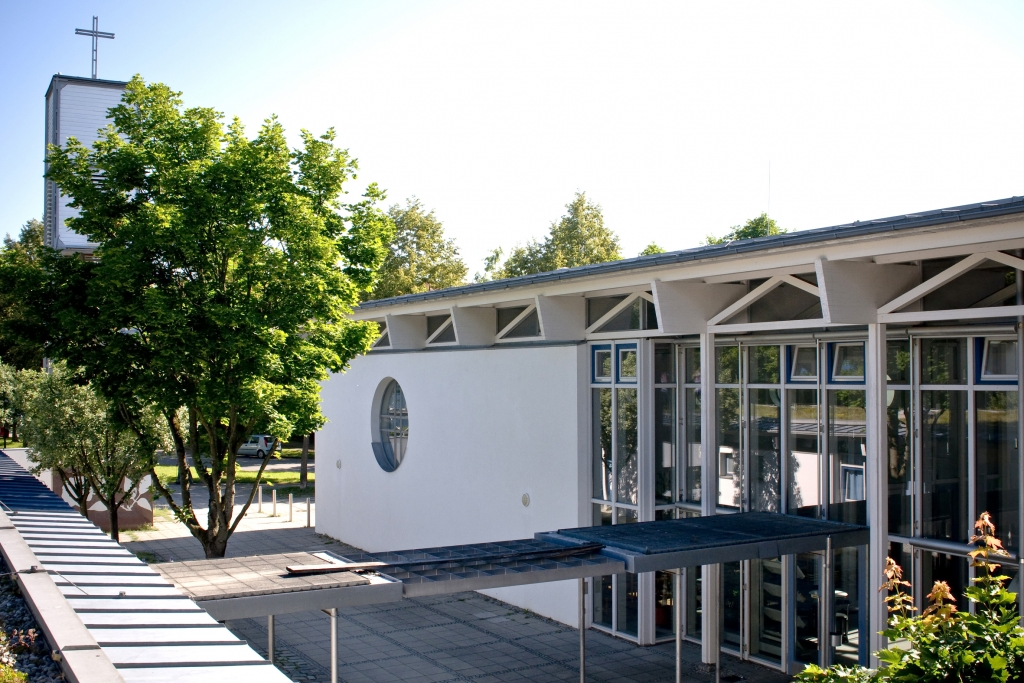
Hoffnungskirche

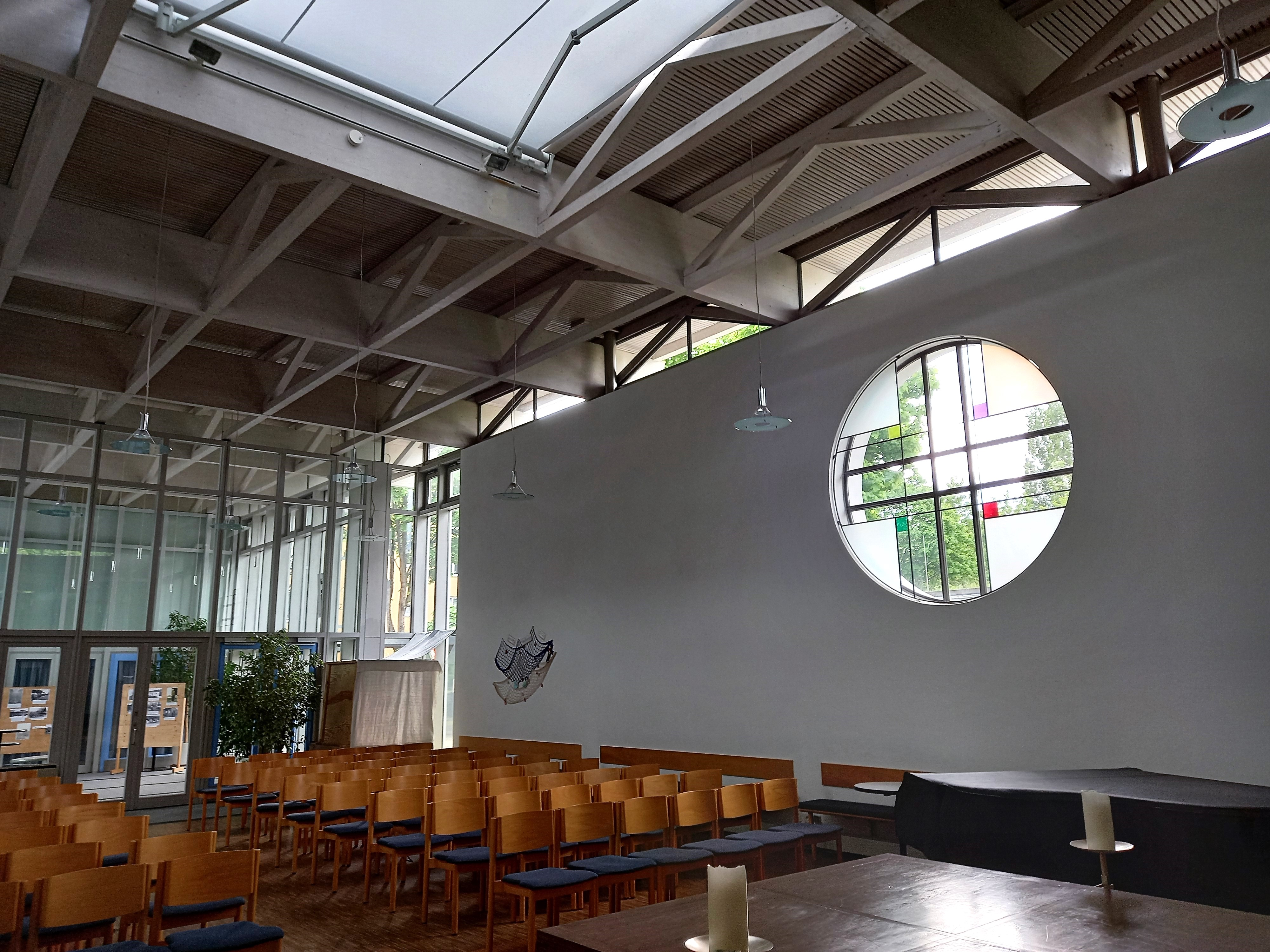
Innenansicht

Die Hoffnungskirche ist eine 1994 eingeweihte evangelische Kirche am Carl-Orff-Bogen 217 im Münchner Stadtteil Freimann.

## Geschichte
Nach der Errichtung großer Wohnblöcke am Carl-Orff-Bogen in den 1980er Jahren machte es das starke Bevölkerungszuwachstum notwendig eine neue Kirche zu bauen. Die Planung des Projektes unterstand Weinhart Brechensbauer. Ein eigener Kindergarten und das Gemeindebüro ergänzen und runden das Bauensemble ab. Die Kirche ist nach der theologischen Tugend der Hoffnung benannt.

## Beschreibung
Den Zugang zu den einzelnen Bereichen ermöglicht der zentrale Hof. Ein markanter, filigran gebauter Glockenturm steht am Haupteingang. Der Sakralraum und der Gemeindesaal liegen im Erdgeschoß. Die Gruppenräume befinden sich im oberen Stockwerk des zweigeschossigen Baukörpers. Die Eingangshalle verbindet den Kirchenraum und den Gemeindesaal. Die Bereiche sind durch Glaswände getrennt. Große Türöffnungen können bei Bedarf geöffnet werden um so unterschiedliche Raumvariationen zu schaffen, passend für verschiedenste Anlässe. Das Gemeindezentrum passt sich in die Umgebung des Neubaugebiets ein, ist aber deutlich in seiner Funktion wahrnehmbar.